# 펠레우스

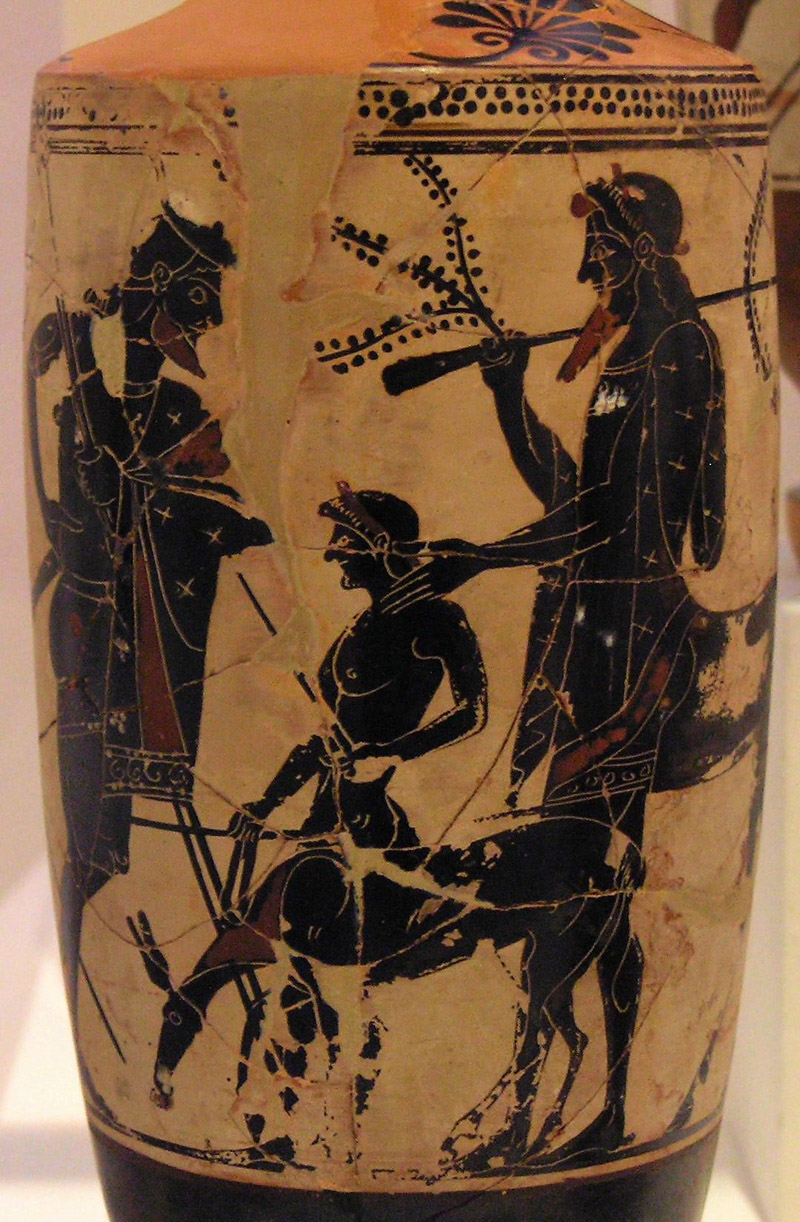
아킬레우스의 양육을 케이론에게 맡기는 펠레우스

펠레우스(그리스어: Πηλεύς)는 그리스 신화의 영웅으로 아이기나의 왕 아이아코스의 아들이다. 텔라몬과 형제지간으로 텔라몬과 함께 헤라클레스의 절친한 친구가 되어 헤라클레스의 아마조네스 원정 및 라오메돈과의 전쟁에 참가하기도 한다. 여신 테티스와 결혼하여 트로이아 전쟁의 영웅인 아킬레우스의 아버지가 된다.

## 신화에 나오는 생애

### 어린 시절
펠레우스와 텔라몬은 배다른 형제인 포코스를 죽이게 되는데 이때문에 아버지 아이아코스의 분노를 사게 되고 아이기나에서 망명한다. 텔라몬은 살라미스로 가서 정착하고 펠레우스는 프티아에서 에우뤼티온에게 정화를 받고 정착하여 에우뤼티온의 딸 안티고네와 결혼하고 영토를 얻는다. 펠레우스는 칼리돈의 멧돼지 사냥에 참가했다가 실수로 에우뤼티온을 죽이고 프티아에서 쫓겨나게 되는데 이올코스로 가서 아카스토스에게 정화를 받는다.
그런데 아카스토스의 아내 아스튀다메이아 (혹은 힙폴뤼테)가 펠레우스에게 반하여 그를 유혹했지만 받아들여지지 않자 복수를 하기 위해 안티고네에게 전령을 보내어 펠레우스가 아카토스의 딸과 결혼했다고 거짓을 전한다. 이 소식을 들은 안티고네는 스스로 목을 매어 자살한다. 또한 아카스토스에게 펠레우스가 자신을 강간하려했다고 모함하는데 아카스토스는 자신이 정화해준 사람을 죽이고 싶지 않아서 펠레우스를 사냥터로 데려가 죽일 음모를 세워 펠레우스의 칼을 몰래숨겨준다.
혼자 남겨진 펠레우스는 켄타우로스들에게 잡혀죽게 되었는데 현자 케이론이 구해주게 되고 케이론은 펠레우스의 칼까지 찾아준다.

### 테티스와 결혼
안티고네가 죽은 후 펠레우스는 네레우스의 딸인 테티스와 결혼하는데 이 결혼에서 아킬레우스가 태어난다. 테티스는 제우스와 포세이돈이 서로 아내로 삼으려고 했는데 테티스가 낳은 아들이 아버지보다 강해진다는 신탁에 따라 포기했다고 한다. 다른 전승에서는 테티스가 헤라에게서 키워졌기 때문에 제우스와 동침하려하지 않아서 제우스가 화가나서 테티스를 인간이 펠레우스와 결혼시켰다고도한다.
펠레우스와 테티스는 펠리온 산에서 결혼하는데 이 결혼은 나중에 트로이아 전쟁의 발단이 되는 파리스의 재판의 빌미가 된다. 결혼식에서 케이론은 그에게 결혼 선물로 물푸레나무 창을 선물하고 포세이돈은 불사의 말인 발리오스와 크산토스를 선물로 준다. 펠레우스는 아들 아킬레우스가 태어나자 그를 케이론에게 맡겨서 양육하게 했다.
펠레우스는 나중에 이아손, 디오스쿠로이와 함께 이올코스를 약탈하고 자신을 모함했던 아카스토스의 아내 아스튀다메이아를 죽여 사지를 찢어 그 사이로 군대를 이끌고 도시로 쳐들어 갔다.

### 말년
트로이아 전쟁이 벌어지자 펠레우스는 아들 아킬레우스에게 자신의 무구와 물푸레나무 창 그리고 포세이돈으로부터 받은 말들을 주었다. 나중에 아킬레우스가 전사했다는 소식을 들은 아카스토스의 아들들이 펠레우스를 쫓아내었고 테티스는 펠레우스에게 두 사람이 처음 만났던 동굴에서 기다리면 데리러 오겠다고 했다. 펠레우스는 그 동굴에서 에게해를 바라보며 손자 네오프톨레모스의 귀향을 기다렸으나 네오프톨레모스가 에피로스에서 난파당했다는 소식에 낙담하여 그는 배를 타고 바다로 나갔다가 죽었다고 하며 테티스와 함께 바다 깊은곳에서 살았다고도 한다.

## 참고 문헌
- 아폴로도로스, 비블리오테케 제1권, 9장 16절, 제3권, 9장 2절, 에피토메 vi, 13.
- 아폴로니오스, 아르고나우티카 제4권, 805- 879
- 오비디우스, 변신이야기 제13권, 299-381.
- 호메로스, 일리아스 제18권, 78-87;
- 에우리피데스, 안드로마케.